# آی (کارولینای شمالی)
ای، شمال کارولینا (به انگلیسی: Ai, North Carolina) یک منطقهٔ مسکونی در ایالات متحده آمریکا است که در کارولینای شمالی واقع شده‌است.

## خصوصیات
ای ۱۸۵٫۹۳ متر بالاتر از سطح دریا واقع شده‌است.